# Schneewinkelspitze
Die Schneewinkelspitze ist ein 3016 m ü. A. hoher Berg in der Ankogelgruppe in Kärnten. Sie befindet sich östlich der Gemeinde Mallnitz. Nordöstlich der Schneewinkelspitze liegt die Hochalmspitze, westlich von ihr das Säuleck. Die Kölnbreinsperre ist nur wenige Kilometer entfernt von ihr gelegen.
Ein Aufstieg ist von der oberen Thomanbaueralm (1630 m) möglich. Dazu führt ein markierter Weg über Almen bis zur Gießener Hütte. Von dort aus über mäßig steiles Gelände bis zum Detmolder Grat, welcher zum Gipfel führt. Ein Gipfelkreuz hat die Schneewinkelspitze nicht, dafür aber einen Gipfelstein mit Gipfelbuch.
Die Erstbesteigung erfolgte 1898 durch Franz Hörtnagl und H. Margreiter anlässlich der Erstbegehung des Detmolder Grates.